# Monumento de guerra de Kranji
El Monumento de guerra de Kranji (en chino: 克兰芝阵亡战士公坟; en malayo: Tanah Perkuburan Perang Kranji; en tamil: கிராஞ்சி போர் நினைவு; en inglés: Kranji War Memorial) está situado en la vía 9 Woodlands, en Kranji en el norte del país asiático de Singapur. Esta edicado a los hombres y mujeres del Reino Unido, Australia, Canadá, Sri Lanka, la India, Malasia, los Países Bajos y Nueva Zelanda, que murieron en defensa de Singapur y Malasia contra las fuerzas invasoras japonesas durante la Segunda Guerra Mundial, que comprende tumbas de guerra, los muros conmemorativos, el cementerio estatal, y los sepulcros militares.
El monumento de guerra representa las tres ramas de las fuerzas armadas - la Fuerza Aérea, el Ejército y la Armada.